# Coupe d'Afrique des nations de football des moins de 17 ans 2025
Navigation
Algérie 2023
La Coupe d’Afrique des nations des moins de 17 ans 2025 (également appelée Coupe d’Afrique des Nations U-17 Total) est un tournoi de football organisé par la Confédération africaine de football (CAF) au Maroc du 30 mars au 19 avril 2025.
Les quatre demi-finalistes sont qualifiés pour la Coupe du monde des moins de 17 ans 2025 au Qatar.

## Organisation

### Désignation du pays hôte
Le Maroc avait déjà été désigné comme pays hôte de la compétition lors du processus de sélection pour la CAN -17 ans de 2021. En raison de la pandémie de Covid-19, la présente édition a été attribuée au Maroc.

### Villes et stades
La compétition se déroule dans la région marocaine de Casablanca-Settat. Les stades sélectionnés sont le Stade Bachir à Mohammédia, le Stade Ben M'Hamed El Abdi à El Jadida, le Stade Larbi Zaouli à Casablanca et le Stade municipal de Berrechid à Berrechid.

## Qualifications
Les qualifications regroupent 52 équipes réparties en six zones géographiques. Il y a deux équipes qualifiées par zones le champions ainsi que le finaliste. Il y a eu augmentation des participants de 12 à 16 qualifiant les meilleurs troisièmes.
| Zone                          | Equipe qualifiée                  |
| ----------------------------- | --------------------------------- |
| Afrique du Nord               | Maroc Égypte Tunisie              |
| Afrique de l'Ouest - A        | Sénégal Mali Gambie               |
| Afrique de l'Ouest - B        | Côte d'Ivoire Burkina Faso        |
| Afrique centrale              | Cameroun République centraficaine |
| Afrique de l'Est et du Centre | Ouganda Tanzanie Somalie          |
| Afrique australe              | Zambie Afrique du Sud Angola      |

## Phase finale

### Quarts de finale
| Date          | Heure | Équipe 1      | Score      | Équipe 2       | Lieu                                    | Homme du match   |
| ------------- | ----- | ------------- | ---------- | -------------- | --------------------------------------- | ---------------- |
| 9 avril 2025  | 16:00 | Maroc         | 3–1        | Afrique du Sud | Stade El Bachir, Mohammédia             | Ziyad Baha       |
| 9 avril 2025  | 19:00 | Burkina Faso  | 6–1        | Zambie         | Stade Larbi Zaouli, Casablanca          | Lookman Tapsoba  |
| 10 avril 2025 | 16:00 | Mali          | 1-1 (10–9) | Tunisie        | Stade El Abdi, El Jadida                | Souleymane Keita |
| 10 avril 2025 | 19:00 | Côte d'Ivoire | 0-0 (5–3)  | Sénégal        | Stade municipal de Berrechid, Berrechid | Mohamed Konaté   |

### Demi-finales
| Date          | Heure | Équipe 1 | Score            | Équipe 2      | Lieu                           | Homme du match      |
| ------------- | ----- | -------- | ---------------- | ------------- | ------------------------------ | ------------------- |
| 15 avril 2025 | 16:00 | Maroc    | 0–0 (4–3 t.a.b.) | Côte d'Ivoire | Stade El Bachir, Mohammédia    | Chouaib Bellaarouch |
| 15 avril 2025 | 19:00 | Mali     | 2–1              | Burkina Faso  | Stade Larbi Zaouli, Casablanca | Abdoulaye Samaké    |

### Match pour la troisième place
| Date          | Heure | Équipe 1      | Score | Équipe 2     | Lieu                     | Homme du match |
| ------------- | ----- | ------------- | ----- | ------------ | ------------------------ | -------------- |
| 18 avril 2025 | 16:00 | Côte d'Ivoire | 2–1   | Burkina Faso | Stade El Abdi, El Jadida | Franck Yao     |

### Finale
| Date          | Heure | Équipe 1 | Score            | Équipe 2 | Lieu                        | Homme du match      |
| ------------- | ----- | -------- | ---------------- | -------- | --------------------------- | ------------------- |
| 19 avril 2025 | 15:00 | Maroc    | 0–0 (4–2 t.a.b.) | Mali     | Stade El Bachir, Mohammédia | Chouaib Bellaarouch |